# Sunnanå hamn
Sunnanå hamn är en småbåtshamn, fiskehamn och fritidsbebyggelse vid Vänern cirka 3 kilometer öster om Mellerud. Småbåtshamnen har cirka 280 båtplatser, gästbrygga och en restaurang. Nära norr om Sunnanå hamn ligger naturreservatet Sunnanå.

## Historik
Hamnen fanns under 1800-talet och användes bland annat för spannmålsfrakter. Den fick ökad betydelse när ett järnvägsspår drogs dit från Mellerud, som sista del av Dalslandsbanan. Spåret är numera rivet.

## Sjöbodarna
Sunnanå hamn uppmärksammades när Melleruds kommun från 2006 tillät uppförandet av ett stort antal sjöbodar varav 48 flytande. Länsstyrelsen granskade byggärendet i relation till den detaljplan som fanns. Samtliga ledamöter av byggnadsnämnden och stadsarkitekten fälldes i tingsrätt och hovrätt för tjänstefel. Det gällde särskilt de flytande sjöbodarna som i detaljplanen angivits som förråd men blivit fritidsboende. Kommunen köpte en del av bodarna och flyttade dem. Kommunen har därefter utarbetat en ny detaljplan för Sunnanå hamn och Sunnanå lagun. Området har utvecklats till ett stort område för fritidsboende. Det invigdes 2013 av landshövding Lars Bäckström.